# John Russell (1. hrabia Russell)
John Russell (ur. 18 sierpnia 1792 w Londynie, zm. 28 maja 1878 tamże) – brytyjski polityk wigowski i liberalny oraz dwukrotny premier Wielkiej Brytanii (1846–1852 i 1865–1866). Dziadek Bertranda Russella.

## Wczesne lata życia
Był młodszym synem Johna Russella, 6. księcia Bedford, i Georgiany Byng, córki 4. wicehrabiego Torrington. Jego starszym bratem był Francis Russell, 7. książę Bedford. Wykształcenie odebrał w Westminster School oraz na Uniwersytecie Edynburskim. Studiował tam trzy lata, ale nie uzyskał tytułu naukowego.

## Kariera polityczna
Od 1813 r. Russell zasiadał w Izbie Gmin, najpierw z ramienia stronnictwa wigów, następnie Partii Liberalnej. Do 1820 r. reprezentował okręg wyborczy Tavistock (z przerwą w latach 1817–1818). Następnie reprezentował okręg wyborczy Huntingdonshire. W latach 1826–1830 był reprezentantem okręgu Bandon. Następnie przez rok ponownie reprezentował Tavistock, by w latach 1831–1832 reprezentować okręg Devon. Po jego podziale w 1832 r. reprezentował jego południową część. W 1835 r. zmienił okręg na okręg wyborczy Stroud. Od 1841 r. reprezentował okręg wyborczy City of London.
Należał do reformatorskiej grupy wewnątrz frakcji wigów, działał w kierunku zniesienia Test-Aktu, reformy parlamentarnej i emancypacji katolików. Swoją pierwszą mowę na forum Izby Gmin wygłosił 30 maja 1814 r. i skrytykował w niej plan unii szwedzko-norweskiej. W latach 1830–1834 był członkiem gabinetu lorda Greya jako płacmistrz armii. Był głównym pomysłodawcą Great Reform Act z 1832 r. i nadzorował jego przeprowadzenie przez parlament. W 1834 r. został przewodniczącym Izby Gmin. Po krótkim epizodzie rządów konserwatystów w latach 1834–1835 ponownie stanął na czele izby niższej oraz otrzymał tekę ministra spraw wewnętrznych. Na tym stanowisku działał na rzecz wolności wyznaniowej oraz doprowadził do demokratyzacji władz samorządowych angielskich miast. W latach 1839–1841 był ministrem wojny i kolonii, pozostając jednocześnie przewodniczącym Izby Gmin.
Jako przywódca opozycji popierał działania premiera Peela zmierzające do zniesienia ustaw zbożowych. W wyniku zniesienia tych ustaw nastąpił podział wewnątrz Partii Konserwatywnej i upadek gabinetu Peela. Na czele rządu stanął Russell. Jego gabinet musiał zmierzyć się m.in. z klęską głodu w Irlandii. Przeprowadzono również kilka reform społecznych. Z biegiem czasu narastał też konflikt z ambitnym ministrem spraw zagranicznych lordem Palmerstonem. Kiedy w 1851 r. Palmerston samowolnie uznał zamach stanu księcia Ludwika Napoleona we Francji, został zdymisjonowany ze stanowiska. Gabinet Russella upadł niedługo później, na początku 1852 r.
W koalicyjnym gabinecie lorda Aberdeena w 1852 r. otrzymał stanowiska ministra spraw zagranicznych i przewodniczącego Izby Gmin. Ten ostatni urząd sprawował do 1855 r. Ministrem spraw zagranicznych był do roku 1853. Razem z Palmerstonem doprowadził do przystąpienia Wielkiej Brytanii do wojny krymskiej. W latach 1853–1854 był ministrem bez teki, a w latach 1854–1855 Lordem Przewodniczącym Rady. Po upadku rządu Aberdeena w 1855 r. przez krótki czas był ministrem kolonii w rządzie Palmerstona, ale rychło zrezygnował z tego stanowiska.
Russell powrócił do polityki w 1859 r., obejmując powtórnie stanowisko ministra spraw zagranicznych. W czasie powstania styczniowego reprezentował w polityce brytyjskiej kierunek ostrożny i nieżyczliwy Polakom. Jego próby pośredniczenia w wojnie domowej w Stanach Zjednoczonych i sporze duńsko-niemieckim pozostały bezskuteczne. W 1861 r. otrzymał tytuł 1. hrabiego Russell i zasiadł w Izbie Lordów. W latach 1865–1866 po raz drugi był premierem. W tym czasie przeprowadził umiarkowane reformy społeczne i polityczne.
Po objęciu władzy przez konserwatystów w 1866 r. lord Russell przeszedł na polityczną emeryturę. Zmarł w 1878 r. Tytuł parowski odziedziczył jego wnuk, Frank.
Lord Russell napisał Recollections and Suggestions (1873).

## Gabinety lorda Russella

### Pierwszy gabinet, czerwiec 1846 – luty 1852
- premier, pierwszy lord skarbu: lord John Russell
- lord kanclerz: Charles Pepys, 1. hrabia Cottenham
- lord przewodniczący Rady: Henry Petty-Fitzmaurice, 3. markiz Lansdowne
- lord tajnej pieczęci: Gilbert Elliot-Murray-Kynynmound, 2. hrabia Minto
- minister spraw wewnętrznych: George Grey
- minister spraw zagranicznych: Henry Temple, 3. wicehrabia Palmerston
- minister wojny i kolonii: Henry Grey, 3. hrabia Grey
- kanclerz skarbu: Charles Wood
- pierwszy lord Admiralicji: George Eden, 1. hrabia Auckland
- przewodniczący Rady Kontroli: John Hobhouse, 1. baron Broughton
- przewodniczący Zarządu Handlu: George Villiers, 4. hrabia Clarendon
- kanclerz Księstwa Lancaster: John Campbell, 1. baron Campbell
- Pierwszy komisarz ds. lasów: George Howard, 7. hrabia Carlisle
- główny sekretarz Irlandii: Henry Labouchere
- poczmistrz generalny: Ulick de Burgh, 1. markiz Clanricarde
- Paymaster-General: Thomas Babington Macaulay

Zmiany
- lipiec 1847 r. - Henry Labouchere zastępuje lorda Clarendona na stanowisku przewodniczącego Zarządu Handlu, jego następcy na stanowisku Głównego Sekretarza Irlandii nie wchodzą w skład gabinetu, Thomas Babington Macaulay opuszcza gabinet, jego następcy na stanowisku Paymaster-General nie wchodzą w skład gabinetu
- styczeń 1849 r. - Francis Baring zastępuje lorda Aucklanda na stanowisku pierwszego lorda Admiralicji
- marzec 1850 r. - lord Carlisle zastępuje lorda Campbella na stanowisku Kanclerza Księstwa Lancaster
- lipiec 1850 r. - lord Truro zastępuje lorda Cottenhama na stanowisku lorda kanclerza, lord Seymour zastępuje lorda Carlisle’a na stanowisku Pierwszego Komisarza ds. Lasów
- 1851 r. - Paymaster-General lord Granville i sekretarz ds. wojny Fox Maule zostają członkami gabinetu
- grudzień 1851 r. - lord Granville zastępuje lorda Palmerstona na stanowisku ministra spraw zagranicznych, jego następcy na stanowisku Paymaster-General nie wchodzą w skład gabinetu
- luty 1852 r. - Fox Maule zastępuje lorda Broughtona na stanowisku przewodniczącego Rady Kontroli, jego następcy na stanowisku sekretarza ds. wojny nie wchodzą w skład gabinetu

### Drugi gabinet, październik 1865 – czerwiec 1866
- premier, pierwszy lord skarbu: John Russell, 1. hrabia Russell
- lord kanclerz: Robert Rolfe, 1. baron Cranworth
- lord przewodniczący Rady: Granville Leveson-Gower, 2. hrabia Granville
- lord tajnej pieczęci: George Campbell, 8. książę Argyll
- kanclerz skarbu: William Ewart Gladstone
- minister spraw wewnętrznych: George Grey
- minister spraw zagranicznych: George Villiers, 4. hrabia Clarendon
- minister kolonii: Edward Cardwell
- minister wojny: George Robinson, 3. hrabia de Grey
- minister ds. Indii: Charles Wood
- pierwszy lord Admiralicji: Edward Seymour, 12. książę Somerset
- przewodniczący Zarządu Handlu: Thomas Milner Gibson
- kanclerz Księstwa Lancaster: George Goschen
- przewodniczący Rady Praw Ubogich: Charles Pelham Villiers
- poczmistrz generalny: Edward Stanley, 2. baron Stanley of Alderley

Zmiany
- luty 1866 r. - lord de Grey zastępuje Charlesa Wooda na stanowisku ministra ds. Indii, lord Hartington zastępuje de Greya na stanowisku ministra wojny